# Пеђа Јовановић (фолк певач)
Предраг Јовановић (Штутгарт, 11. јануар 1977), познат и као Пеђа Близанац, српски је певач, клавијатуриста, композитор и аранжер. Био је члан група Близанци и Lexington Band.

## Биографија
Предраг Јовановић и његов брат близанац Ненад рођени су у Штутгарту, али родитељи су им пореклом из Прибоја. Када су имали шест година, Предраг и Ненад су се преселили у Прибој, где су завршили основну школу. У Немачкој су поново боравили од четрнаесте године, а у Србију су се вратили деценију касније. Још у Немачкој, као шеснаестогодишњаци, имали су прве музичке наступе. Године 2003, у Београду, основали су дуо Близанци, који је објавио три студијска албума — Пеђа и Ненад (2003), Окићена (2005) и Два човека (2008). Ненад је у овој групи био главни певач, док је Пеђа био задужен за свирање и пратеће вокале. Група је престала са радом 2008. године, а браћа су се потом посветила раду у музичкој продукцији.
Пеђа је од 2012. до 2017. године био члан групе Lexington Band, у којој је свирао клавијатуре. Певачку соло каријеру започео је на наговор Бојана Васковића, вође ове групе. Током пандемије ковида 19 почео је да снима обраде песама других извођача, чиме је стекао значајнију популарност. Први солистички концерт одржао је 5. новембра 2022. у МТС дворани. Први соло албум 24/7 објавио је 10. октобра 2023. године.

### Приватни живот
Везу са Аном Јовановић, дизајнерком купаћих костима, започео је у септембру 2007. године. Венчали су се наредне године. У браку су добили троје деце — два сина и једну ћерку. Развели су се 2024. године.

## Дискографија

### Близанци

#### Студијски албуми
- Пеђа и Ненад (2003)
- Окићена (2005)
- Два човека (2008)

### Соло

#### Студијски албуми
- 24/7 (2023)
- Књига живота (2024)

#### Концертни албуми
- МТС дворана (Live 2023) (2023)